# Kenya aux Jeux olympiques d'été de 2024
Le Kenya participe aux Jeux olympiques de 2024 à Paris. Il s'agit de sa 16e participation à des Jeux olympiques d'été.
L'athlète Ferdinand Omanyala et la joueuse de volley-ball Triza Atuka sont nommés porte-drapeau de la délégation kényane.

## Nombre d’athlètes qualifiés par sport
Voici la liste des qualifiés et sélectionnés kenyans par sport (remplaçants compris) :
| Sport        | Hommes | Femmes | Total |
| ------------ | ------ | ------ | ----- |
| Athlétisme   | 26     | 19     | 45    |
| Escrime      | 0      | 1      | 1     |
| Judo         | 0      | 1      | 1     |
| Natation     | 1      | 1      | 2     |
| Rugby à sept | 13     | 0      | 13    |
| Volley-ball  | 0      | 13     | 13    |
| Total        | 40     | 34     | 75    |

## Bilan général
| Sport      | Médaille d'or, Jeux olympiques | Médaille d'argent, Jeux olympiques | Médaille de bronze, Jeux olympiques | Total | Rang pays |
| ---------- | ------------------------------ | ---------------------------------- | ----------------------------------- | ----- | --------- |
| Athlétisme | 4                              | 2                                  | 5                                   | 11    | 2e        |
| Total      | 4                              | 2                                  | 5                                   | 11    | 17e       |

| Jour       | Médaille d'or, Jeux olympiques | Médaille d'argent, Jeux olympiques | Médaille de bronze, Jeux olympiques | Total |
| ---------- | ------------------------------ | ---------------------------------- | ----------------------------------- | ----- |
| 26 juillet | 0                              | 0                                  | 0                                   | 0     |
| 27 juillet | 0                              | 0                                  | 0                                   | 0     |
| 28 juillet | 0                              | 0                                  | 0                                   | 0     |
| 29 juillet | 0                              | 0                                  | 0                                   | 0     |
| 30 juillet | 0                              | 0                                  | 0                                   | 0     |
| 31 juillet | 0                              | 0                                  | 0                                   | 0     |
| 1er août   | 0                              | 0                                  | 0                                   | 0     |
| 2 août     | 0                              | 0                                  | 0                                   | 0     |
| 3 août     | 0                              | 0                                  | 0                                   | 0     |
| 4 août     | 0                              | 0                                  | 0                                   | 0     |
| 5 août     | 1                              | 1                                  | 1                                   | 3     |
| 6 août     | 0                              | 0                                  | 1                                   | 1     |
| 7 août     | 0                              | 0                                  | 1                                   | 1     |
| 8 août     | 0                              | 0                                  | 0                                   | 0     |
| 9 août     | 1                              | 0                                  | 0                                   | 1     |
| 10 août    | 2                              | 1                                  | 1                                   | 4     |
| 11 août    | 0                              | 0                                  | 1                                   |       |
| Total      | 4                              | 2                                  | 5                                   | 11    |

| Sexe   | Médaille d'or, Jeux olympiques | Médaille d'argent, Jeux olympiques | Médaille de bronze, Jeux olympiques | Total |
| ------ | ------------------------------ | ---------------------------------- | ----------------------------------- | ----- |
| Hommes | 1                              | 1                                  | 2                                   | 4     |
| Femmes | 3                              | 1                                  | 3                                   | 7     |
| Mixte  | 0                              | 0                                  | 0                                   | 0     |
| Total  | 4                              | 2                                  | 5                                   | 11    |

## Médaillés
Légende
- Hommes
- Femmes
- Mixte

### Médailles d'or
| Sport      | Discipline / Épreuve | Discipline / Épreuve  | Athlète(s)        | Performance    | Date    |
| ---------- | -------------------- | --------------------- | ----------------- | -------------- | ------- |
| Athlétisme | 5 000 m              | Compétition féminine  | Beatrice Chebet   | 14 min 28 s 56 | 5 août  |
| Athlétisme | 10 000 m             | Compétition féminine  | Beatrice Chebet   | 30 min 43 s 25 | 9 août  |
| Athlétisme | 800 m                | Compétition masculine | Emmanuel Wanyonyi | 1 min 14 s 19  | 10 août |
| Athlétisme | 1 500 m              | Compétition féminine  | Faith Kipyegon    | 3 min 51 s 23  | 10 août |

### Médailles d'argent
| Sport      | Discipline / Épreuve | Discipline / Épreuve  | Athlète(s)     | Performance    | Date    |
| ---------- | -------------------- | --------------------- | -------------- | -------------- | ------- |
| Athlétisme | 5 000 m              | Compétition féminine  | Faith Kipyegon | 14 min 29 s 60 | 5 août  |
| Athlétisme | 5 000 m              | Compétition masculine | Ronald Kwemoi  | 13 min 15 s 04 | 10 août |

### Médailles de bronze
| Sport      | Discipline / Épreuve | Discipline / Épreuve  | Athlète(s)      | Performance     | Date    |
| ---------- | -------------------- | --------------------- | --------------- | --------------- | ------- |
| Athlétisme | 800 m                | Compétition féminine  | Mary Moraa      | 1 min 56 s 72   | 5 août  |
| Athlétisme | 3 000 m steeple      | Compétition féminine  | Faith Cherotich | 8 min 55 s 76   | 6 août  |
| Athlétisme | 3 000 m steeple      | Compétition masculine | Abraham Kibiwot | 8 min 6 s 47    | 7 août  |
| Athlétisme | Marathon             | Compétition masculine | Benson Kipruto  | 2 h 7 min 0 s   | 10 août |
| Athlétisme | Marathon             | Compétition féminine  | Hellen Obiri    | 2 h 23 min 10 s | 11 août |

## Résultats

### Athlétisme

#### Hommes
| Athlète(s)              | Épreuve         | Premier tour (ou tour préliminaire) | Premier tour (ou tour préliminaire) | Repêchage (ou premier tour) | Repêchage (ou premier tour) | Demi-finale   | Demi-finale | Finale            | Finale                              |
| Athlète(s)              | Épreuve         | Temps                               | Rang                                | Temps                       | Rang                        | Temps         | Rang        | Temps             | Rang                                |
| ----------------------- | --------------- | ----------------------------------- | ----------------------------------- | --------------------------- | --------------------------- | ------------- | ----------- | ----------------- | ----------------------------------- |
| Ferdinand Omanyala      | 100 m           | 10 s 08                             | 1er                                 | Non disputé                 | Non disputé                 | 10 s 08       | 8e          | Éliminé           | Éliminé                             |
| Zablon Ekwam            | 400 m           | NPT                                 | NPT                                 | Éliminé                     | Éliminé                     | Éliminé       | Éliminé     | Éliminé           | Éliminé                             |
| Emmanuel Wanyonyi       | 800 m           | 1 min 44 s 64                       | 1er                                 | Exempté                     | Exempté                     | 1 min 43 s 32 | 1er         | 1 min 41 s 19 PB  | Médaille d'or, Jeux olympiques      |
| Wycliffe Kinyamal       | 800 m           | 1 min 45 s 86                       | 3e                                  | Exempté                     | Exempté                     | 1 min 45 s 29 | 3e          | Éliminé           | Éliminé                             |
| Koitatoi Kidali         | 800 m           | 1 min 45 s 84                       | 5e                                  | 1 min 46 s 37               | 6e                          | Éliminé       | Éliminé     | Éliminé           | Éliminé                             |
| Reynold Cheruiyot       | 1 500 m         | 3 min 37 s 12                       | 4e                                  | Exempté                     | Exempté                     | 3 min 35 s 32 | 10e         | Éliminé           | Éliminé                             |
| Brian Komen             | 1 500 m         | 3 min 36 s 31                       | 2e                                  | Exempté                     | Exempté                     | 3 min 32 s 57 | 4e          | 3 min 35 s 59     | 12e                                 |
| Timothy Cheruiyot       | 1 500 m         | 3 min 35 s 39                       | 5e                                  | Exempté                     | Exempté                     | 3 min 32 s 20 | 5e          | 3 min 31 s 35     | 11e                                 |
| Jacob Krop              | 5 000 m         | 14 min 8 s 73                       | 4e                                  | Non disputé                 | Non disputé                 | Non disputé   | Non disputé | 13 min 18 s 68 SB | 10e                                 |
| Edwin Kurgat            | 5 000 m         | 14 min 8 s 76                       | 5e                                  | Non disputé                 | Non disputé                 | Non disputé   | Non disputé | 13 min 17 s 18    | 7e                                  |
| Ronald Kwemoi           | 5 000 m         | 13 min 52 s 51                      | 6e                                  | Non disputé                 | Non disputé                 | Non disputé   | Non disputé | 13 min 15 s 04    | Médaille d'argent, Jeux olympiques  |
| Daniel Mateiko          | 10 000 m        | Non disputé                         | Non disputé                         | Non disputé                 | Non disputé                 | Non disputé   | Non disputé | 26 min 50 s 83    | 11e                                 |
| Nicholas Kipkorir       | 10 000 m        | Non disputé                         | Non disputé                         | Non disputé                 | Non disputé                 | Non disputé   | Non disputé | 27 min 23 s 97    | 14e                                 |
| Bernard Kibet           | 10 000 m        | Non disputé                         | Non disputé                         | Non disputé                 | Non disputé                 | Non disputé   | Non disputé | 26 min 43 s 98    | 5e                                  |
| Eliud Kipchoge          | Marathon        | Non disputé                         | Non disputé                         | Non disputé                 | Non disputé                 | Non disputé   | Non disputé | NPT               | NPT                                 |
| Benson Kipruto          | Marathon        | Non disputé                         | Non disputé                         | Non disputé                 | Non disputé                 | Non disputé   | Non disputé | 2 h 7 min 0 s     | Médaille de bronze, Jeux olympiques |
| Alexander Mutiso Munyao | Marathon        | Non disputé                         | Non disputé                         | Non disputé                 | Non disputé                 | Non disputé   | Non disputé | 2 h 10 min 31 s   | 21e                                 |
| Wiseman Mukhobe         | 400 m haies     | 48 s 58                             | 5e                                  | Exempté                     | Exempté                     | 49 s 22       | 5e          | Éliminé           | Éliminé                             |
| Amos Serem              | 3 000 m steeple | 8 min 18 s 41                       | 6e                                  | Non disputé                 | Non disputé                 | Non disputé   | Non disputé | 8 min 19 s 74     | 14e                                 |
| Simon Koech             | 3 000 m steeple | 8 min 24 s 95                       | 3e                                  | Non disputé                 | Non disputé                 | Non disputé   | Non disputé | 8 min 9 s 87      | 7e                                  |
| Abraham Kibiwott        | 3 000 m steeple | 8 min 12 s 02                       | 3e                                  | Non disputé                 | Non disputé                 | Non disputé   | Non disputé | 8 min 6 s 47      | Médaille de bronze, Jeux olympiques |
| Samuel Gathimba         | 20 km marche    | Non disputé                         | Non disputé                         | Non disputé                 | Non disputé                 | Non disputé   | Non disputé | 1 h 21 min 26 s   | 22e                                 |

| Athlète     | Épreuve           | Qualification | Qualification | Finale      | Finale |
| Athlète     | Épreuve           | Performance   | Rang          | Performance | Rang   |
| ----------- | ----------------- | ------------- | ------------- | ----------- | ------ |
| Julius Yego | Lancer du javelot | 85,97 m SB    | 5e            | 87,72 m SB  | 5e     |

#### Femmes
| Athlète(s)              | Épreuve         | Premier tour (ou tour préliminaire) | Premier tour (ou tour préliminaire) | Repêchage (ou premier tour) | Repêchage (ou premier tour) | Demi-finale      | Demi-finale | Finale             | Finale                              |
| Athlète(s)              | Épreuve         | Temps                               | Rang                                | Temps                       | Rang                        | Temps            | Rang        | Temps              | Rang                                |
| ----------------------- | --------------- | ----------------------------------- | ----------------------------------- | --------------------------- | --------------------------- | ---------------- | ----------- | ------------------ | ----------------------------------- |
| Mary Moraa              | 800 m           | 1 min 57 s 95                       | 2e                                  | Exemptée                    | Exemptée                    | 1 min 57 s 86    | 1er         | 1 min 57 s 42      | Médaille de bronze, Jeux olympiques |
| Vivian Chebet Kiprotich | 800 m           | 1 min 59 s 90                       | 5e                                  | 1 min 59 s 31               | 2e                          | 1 min 59 s 64    | 8e          | Éliminée           | Éliminée                            |
| Lilian Odira            | 800 m           | 1 min 58 s 83 PB                    | 3e                                  | Exemptée                    | Exemptée                    | 1 min 58 s 53    | 4e          | Éliminée           | Éliminée                            |
| Nelly Chepchirchir      | 1 500 m         | 4 min 2 s 67                        | 1er                                 | Exemptée                    | Exemptée                    | 4 min 3 s 24     | 11e         | Éliminée           | Éliminée                            |
| Susan Ejore             | 1 500 m         | 3 min 59 s 01                       | 3e                                  | Exemptée                    | Exemptée                    | 3 min 56 s 57 PB | 5e          | 3 min 56 s 07 PB   | 6e                                  |
| Faith Kipyegon          | 1 500 m         | 4 min 0 s 74                        | 4e                                  | Exemptée                    | Exemptée                    | 3 min 58 s 64    | 1er         | 3 min 51 s 29 RO   | Médaille d'or, Jeux olympiques      |
| Faith Kipyegon          | 5 000 m         | 14 min 57 s 56                      | 1er                                 | Non disputé                 | Non disputé                 | Non disputé      | Non disputé | 14 min 29 s 60     | Médaille d'argent, Jeux olympiques  |
| Margaret Kipkemboi      | 5 000 m         | 14 min 57 s 70                      | 4e                                  | Non disputé                 | Non disputé                 | Non disputé      | Non disputé | 14 min 32 s 23     | 5e                                  |
| Beatrice Chebet         | 5 000 m         | 15 min 0 s 73                       | 1er                                 | Non disputé                 | Non disputé                 | Non disputé      | Non disputé | 14 min 28 s 56     | Médaille d'or, Jeux olympiques      |
| Beatrice Chebet         | 10 000 m        | Non disputé                         | Non disputé                         | Non disputé                 | Non disputé                 | Non disputé      | Non disputé | 30 min 43 s 25     | Médaille d'or, Jeux olympiques      |
| Lilian Kisait           | 10 000 m        | Non disputé                         | Non disputé                         | Non disputé                 | Non disputé                 | Non disputé      | Non disputé | 30 min 45 s 04     | 5e                                  |
| Margaret Kipkemboi      | 10 000 m        | Non disputé                         | Non disputé                         | Non disputé                 | Non disputé                 | Non disputé      | Non disputé | 30 min 44 s 58     | 4e                                  |
| Hellen Obiri            | Marathon        | Non disputé                         | Non disputé                         | Non disputé                 | Non disputé                 | Non disputé      | Non disputé | 2 h 23 min 10 s PB | Médaille de bronze, Jeux olympiques |
| Peres Jepchirchir       | Marathon        | Non disputé                         | Non disputé                         | Non disputé                 | Non disputé                 | Non disputé      | Non disputé | 2 h 26 min 51 s    | 15e                                 |
| Sharon Lokedi           | Marathon        | Non disputé                         | Non disputé                         | Non disputé                 | Non disputé                 | Non disputé      | Non disputé | 2 h 23 min 14 s PB | 4e                                  |
| Faith Cherotich         | 3 000 m steeple | 9 min 10 s 57                       | 2e                                  | Non disputé                 | Non disputé                 | Non disputé      | Non disputé | 8 min 55 s 15 PB   | Médaille de bronze, Jeux olympiques |
| Beatrice Chepkoech      | 3 000 m steeple | 9 min 13 s 56                       | 1er                                 | Non disputé                 | Non disputé                 | Non disputé      | Non disputé | 9 min 4 s 24       | 6e                                  |
| Jackline Chepkoech      | 3 000 m steeple | 9 min 35 s 56                       | 12e                                 | Non disputé                 | Non disputé                 | Non disputé      | Non disputé | Éliminée           | Éliminée                            |

#### Mixte
| Athlètes | Épreuve          | 1er tour      | 1er tour | Finale   | Finale   |
| Athlètes | Épreuve          | Temps         | Rang     | Temps    | Rang     |
| --- | ---------------- | ------------- | -------- | -------- | -------- |
| David Sanayek Kapirante Boniface Ontuga Mweresa Kelvin Sane Tauta (R) Mercy Chebet Veronica Kamumbe Mutua Maureen Nyatichi Thomas (R) | Relais 4 × 400 m | 3 min 13 s 13 | 12e      | Éliminés | Éliminés |

### Escrime
| Athlète         | Compétition       | 32e de finale       | 16e de finale       | 8e de finale        | Quarts de finale    | Demi-finale         | Finale              | Rang |
| Athlète         | Compétition       | Adversaire Résultat | Adversaire Résultat | Adversaire Résultat | Adversaire Résultat | Adversaire Résultat | Adversaire Résultat | Rang |
| --------------- | ----------------- | ------------------- | ------------------- | ------------------- | ------------------- | ------------------- | ------------------- | ---- |
| Alexandra Ndolo | Épée individuelle | Kryvytska D 12 - 13 | Éliminée            | Éliminée            | Éliminée            | Éliminée            | Éliminée            | 20e  |

### Judo
| Athlète         | Catégorie      | 16e de finale       | 8e de finale        | Quart de finale     | Demi-finale         | Repêchage           | Finale / CB         | Rang |
| Athlète         | Catégorie      | Adversaire Résultat | Adversaire Résultat | Adversaire Résultat | Adversaire Résultat | Adversaire Résultat | Adversaire Résultat | Rang |
| --------------- | -------------- | ------------------- | ------------------- | ------------------- | ------------------- | ------------------- | ------------------- | ---- |
| Zeddy Cherotich | Moins de 78 kg | Sampaio D 00-10     | Éliminée            | Éliminée            | Éliminée            | Éliminée            | Éliminée            | 17e  |

### Natation
| Athlète          | Épreuve          | Séries       | Séries | Demi-finale | Demi-finale | Finale  | Finale  |
| Athlète          | Épreuve          | Temps        | Rang   | Temps       | Rang        | Temps   | Rang    |
| ---------------- | ---------------- | ------------ | ------ | ----------- | ----------- | ------- | ------- |
| Ridhwan Abubakar | 400 m nage libre | 4 min 5 s 14 | 36e    | Non disputé | Non disputé | Éliminé | Éliminé |

| Athlète          | Épreuve         | Séries  | Séries | Demi-finale | Demi-finale | Finale   | Finale   |
| Athlète          | Épreuve         | Temps   | Rang   | Temps       | Rang        | Temps    | Rang     |
| ---------------- | --------------- | ------- | ------ | ----------- | ----------- | -------- | -------- |
| Maria Brunlehner | 50 m nage libre | 25 s 82 | 27e    | Éliminée    | Éliminée    | Éliminée | Éliminée |

### Rugby à sept
| Épreuve          | Phase de poules     | Phase de poules     | Phase de poules     | Phase de poules | Quart de finale / MC | Demi-finale / MC    | Finale / 3e / MC    | Rang |
| Épreuve          | Adversaire Résultat | Adversaire Résultat | Adversaire Résultat | Rang            | Adversaire Résultat  | Adversaire Résultat | Adversaire Résultat | Rang |
| ---------------- | ------------------- | ------------------- | ------------------- | --------------- | -------------------- | ------------------- | ------------------- | ---- |
| Tournoi masculin | Argentine D 12-31   | Australie D 7-21    | Samoa D 0-26        | 4e du gr. B     | Uruguay V 19-14      | Samoa V 10-5        | Éliminés            | 9e   |

Équipe masculine de rugby :
- 1 - John Okeyo
- 2 - Lamech Ambetsa Kokoyo
- 3 - George Ooro Angeyo
- 4 - Vincent Onyala
- 5 - Brian Tanga
- 6 - Kevin Wekesa
- 7 - Antony Mboya
- 8 - Herman Humwa
- 9 - Samuel Asati
- 10 - Nygel Pettersan Amaitsa
- 11 - Patrick Odongo Okong'o
- 12 - Chrisant Ojwang
- 13 - Dennis Abukuse

### Volley-ball

#### En salle
| Épreuve         | Phase de poules     | Phase de poules     | Phase de poules     | Phase de poules | Quart de finale     | Demi-finale         | Finale / MB         | Rang |
| Épreuve         | Adversaire Résultat | Adversaire Résultat | Adversaire Résultat | Rang            | Adversaire Résultat | Adversaire Résultat | Adversaire Résultat | Rang |
| --------------- | ------------------- | ------------------- | ------------------- | --------------- | ------------------- | ------------------- | ------------------- | ---- |
| Tournoi féminin | Brésil D 0 - 3      | Pologne D 0 - 3     | Japon D 0 - 3       | 4e du gr. B     | Éliminées           | Éliminées           | Éliminées           | 12e  |

Équipe féminine de volley-ball  :
- 1 - Esther Kememe Mutinda : S
- 2 - Veronica Oluoch : OH
- 3 - Pamella Owino : OP
- 4 - Leonida Kasaya : OH
- 6 - Belinda Barasa MB
- 7 - Emmaculate Misoki : S
- 8 - Trizah Atuka  : MB
- 11 - Loise Simiyu : OP
- 13 - Juliana Namutira : OH
- 15 - Lorine Kaei : MB
- 16 - Agripina Kundu : L
- 19 - Edith Mukuvilani : MB